# Марко Дирда
Марко Дирда (англ. Marko Dyrda, хресне ім'я Микола; 21 грудня 1906, Станиславів — 4 березня 1979, Вашингтон) — український церковний діяч, священник УГКЦ у Галичині, Канаді та США, василіянин, педагог, письменник, хоровий диригент.

## Життєпис
Микола Дирда народився 21 грудня 1906 року в Станиславові в сім'ї Пантелеймона Дирди і його дружини Катерини з дому Кочут. Батько походив з села Залуква біля Галича, а мати — з Маріямполя. Відвідував дошкільний заклад сестер служебниць, почав навчання в народній школі ім. Маркіяна Шашкевича, а продовжив у школі в Кальварії-Зебжидовській, куди його батько залізничник вивіз сім'ю. У 1917 році вступив до першого класу державної гімназії у Вадовицях, але закінчив перший рік вже у Станиславові. У 1919 році перевівся до вчительської семінарії, після закінчення якої 25 вересня 1925 року вступив до Василіянського Чину на новіціят у Крехівський монастир. На облечинах отримав чернече ім'я Марко. Перші обіти склав 25 травня 1927 року і цього ж року розпочав II-й рік студій гуманістики в Лаврівському монастирі. Філософію вивчав у Добромильському монастирі (1929—1931), а богослов'я у Кристинополі (1931—1933) і Жовкві вже як священник (1933—1934). Вічні обіти склав 30 липня 1933 року, а 13 серпня цього ж року отримав священничі свячення з рук владики Йосафата Коциловського в Жовкві.
Після висвячення один рік (1934—1935) був у Бучачі вчителем у Місійному інституті святого Йосафата — був віце-префектом інституту та викладав українську мову, спів і музику. Потім був рік у Перемишлі (1935—1936) сотрудником адміністратора парафії, далі знову в Бучачі (1936—1937) катехитом і ще раз в Перемишлі (1937—1938) вікарієм монастиря і провідником Марійської дружини. З кінця серпня 1938 року був у Гошівському монастирі (провідник Марійської дружини, керівник церковного хору, місіонер), де він пережив першу радянську окупацію. У 1941—1944 роках проживав і служив у Чортківському монастирі. З серпня 1944 до липня 1945 року душпастирював у селах Волківці над Дністром і Звенигород. На початку липня 1945 року з документами на ім'я Мацея Сьрутви залишив с. Волківці і зумів добратися до Варшави, звідки вже як Ян Сєдлецький у лютому 1946 року нелегально виїхав через Чехословаччину, Німеччину та Францію до США.
На новому місці служіння спочатку був призначений до Нью-Йорку допомагати в душпастирській праці на парафії св. Юра і їздити на місії, відтак в березні 1947 року виїхав до Канади у Вінніпег, де душпастирював на василіянській парафії св. Миколая, був духовним провідником сестер служебниць та місіонером. Потім був у Едмонтоні (1949—1953) та Грімсбі (1953—1954), і врешті виїхав знову до США. У 1954—1957 роках проживав у Глен-Кові, згодом у Чикаго, де на парафії св. Миколая проповідував, провадив щотижневі годинні радіопередачі (упродовж трьох років), заснував Товариство Українських Студентів «Обнова». З 1962 до 1974 року працював у Нью-Йорку, а від жовтня 1974 року був духівником в Духовній семінарії святого Йосафата у Вашингтоні.
Помер 4 березня 1979 року у Вашингтоні. Похований на українському католицькому цвинтарі Святого Духа у Кампбелл-Голл (Гемптонбурґ, округ Оранж, штат Нью-Йорк).

## Публікації
Автор багатьох статей та кількох книжок:
- «Українські коляди (з нотами)» (упорядник о. Марко Дирда; Торонто 1950),
- «Ясна Гора в Гошсві» (Нью-Йорк 1972),
- «Бог, Церква і молодь: збірка духовних радіомовлень» (Нью-Йорк 1974),
- спогади «Шляхом священика: 1933—1946» (стор. 5-104) у збірці «На Христовій ниві: спомини» (Нью-Йорк 1978).